# Aderus stratus
Aderus stratus is een keversoort uit de familie schijnsnoerhalskevers (Aderidae). De wetenschappelijke naam van de soort werd in 1920 gepubliceerd door George Charles Champion.